# Giorgio di Oldenburg
Pietro Federico Giorgio di Holstein-Oldenburg (Oldenburg, 9 maggio 1784 – Tver', 27 dicembre 1812) fu principe di Oldenburg.

## Biografia
Giorgio era il figlio secondogenito del duca Pietro I di Oldenburg e della duchessa Federica Elisabetta di Württemberg, figlia a sua volta del duca Federico II Eugenio di Württemberg. Lui e il fratello maggiore Pietro Federico Augusto, nato il 13 luglio 1783, rimasero gli unici figli del duca: Federica morì il 24 novembre 1785 e suo marito non si risposò mai più, né ebbe figli illegittimi.
Alla sua morte il 21 maggio 1829 il ducato passò al primogenito col nome di Federico Augusto I, che in seguito divenne Granduca.
Sposò la diciannovenne principessa Ekaterina Pavlovna Romanova, figlia dello zar Paolo I di Russia. Il matrimonio venne celebrato il 3 agosto 1809. Dalla moglie ebbe due figli:
- Federico Paolo Alessandro (Pavlovsk, 30 agosto 1810 - Oldenburg, 16 novembre 1829);
- Costantino Federico Pietro (Jarosław, 26 agosto 1812 - San Pietroburgo, 14 maggio 1881), che sposò la principessa Teresa di Nassau-Weilburg da cui ebbe otto figli, tra cui Alessandra che sposò Nicola figlio di Nicola I di Russia.

## Ascendenza
|                                                      |                                   |                                                             | Genitori                                                     |  |  | Nonni |  |  | Bisnonni                              |  |  | Trisnonni                             |  |
|                                                      |                                   |                                                             |                                                              |  |  |       |  |  | Cristiano Augusto di Holstein-Gottorp |  |  | Cristiano Alberto di Holstein-Gottorp |  |
|                                                      |                                   |                                                             |                                                              |  |  |       |  |  | Cristiano Augusto di Holstein-Gottorp |  |  | Cristiano Alberto di Holstein-Gottorp |  |
|                                                      |                                   | Federica Amalia di Danimarca                                |                                                              |  |  |       |  |  | Cristiano Augusto di Holstein-Gottorp |  |  |                                       |  |
| Giorgio Ludovico di Holstein-Gottorp                 |                                   |                                                             |                                                              |  |  |       |  |  | Cristiano Augusto di Holstein-Gottorp |  |  |                                       |  |
|                                                      |                                   | Albertina Federica di Baden-Durlach                         | Federico VII di Baden-Durlach                                |  |  |       |  |  |                                       |  |  |                                       |  |
|                                                      |                                   | Albertina Federica di Baden-Durlach                         | Federico VII di Baden-Durlach                                |  |  |       |  |  |                                       |  |  |                                       |  |
|                                                      |                                   | Albertina Federica di Baden-Durlach                         | Augusta Maria di Holstein-Gottorp                            |  |  |       |  |  |                                       |  |  |                                       |  |
| Pietro I di Oldenburg                                |                                   | Albertina Federica di Baden-Durlach                         |                                                              |  |  |       |  |  |                                       |  |  |                                       |  |
|                                                      |                                   | Federico Guglielmo II di Schleswig-Holstein-Sonderburg-Beck | Federico Luigi di Schleswig-Holstein-Sonderburg-Beck         |  |  |       |  |  |                                       |  |  |                                       |  |
|                                                      |                                   | Federico Guglielmo II di Schleswig-Holstein-Sonderburg-Beck | Federico Luigi di Schleswig-Holstein-Sonderburg-Beck         |  |  |       |  |  |                                       |  |  |                                       |  |
|                                                      |                                   | Federico Guglielmo II di Schleswig-Holstein-Sonderburg-Beck | Luisa Carlotta di Schleswig-Holstein-Sonderburg-Augustenburg |  |  |       |  |  |                                       |  |  |                                       |  |
| Sofia Carlotta di Schleswig-Holstein-Sonderburg-Beck |                                   | Federico Guglielmo II di Schleswig-Holstein-Sonderburg-Beck |                                                              |  |  |       |  |  |                                       |  |  |                                       |  |
|                                                      |                                   | Ursula Anna di Dona-Schlobitten                             | Cristoforo I di Dohna-Schlobitten                            |  |  |       |  |  |                                       |  |  |                                       |  |
|                                                      |                                   | Ursula Anna di Dona-Schlobitten                             | Cristoforo I di Dohna-Schlobitten                            |  |  |       |  |  |                                       |  |  |                                       |  |
|                                                      |                                   | Ursula Anna di Dona-Schlobitten                             | Maria Federica di Dohna                                      |  |  |       |  |  |                                       |  |  |                                       |  |
| Giorgio di Oldenburg                                 |                                   | Ursula Anna di Dona-Schlobitten                             |                                                              |  |  |       |  |  |                                       |  |  |                                       |  |
|                                                      | Carlo I Alessandro di Württemberg | Federico Carlo di Württemberg-Winnental                     |                                                              |  |  |       |  |  |                                       |  |  |                                       |  |
|                                                      | Carlo I Alessandro di Württemberg | Federico Carlo di Württemberg-Winnental                     |                                                              |  |  |       |  |  |                                       |  |  |                                       |  |
|                                                      | Carlo I Alessandro di Württemberg | Eleonora Giuliana di Brandeburgo-Ansbach                    |                                                              |  |  |       |  |  |                                       |  |  |                                       |  |
| Federico II Eugenio di Württemberg                   | Carlo I Alessandro di Württemberg |                                                             |                                                              |  |  |       |  |  |                                       |  |  |                                       |  |
|                                                      |                                   | Maria Augusta di Thurn und Taxis                            | Anselmo Francesco di Thurn und Taxis                         |  |  |       |  |  |                                       |  |  |                                       |  |
|                                                      |                                   | Maria Augusta di Thurn und Taxis                            | Anselmo Francesco di Thurn und Taxis                         |  |  |       |  |  |                                       |  |  |                                       |  |
|                                                      |                                   | Maria Augusta di Thurn und Taxis                            | Maria Ludovica Anna di Lobkowicz                             |  |  |       |  |  |                                       |  |  |                                       |  |
| Federica Elisabetta di Württemberg                   |                                   | Maria Augusta di Thurn und Taxis                            |                                                              |  |  |       |  |  |                                       |  |  |                                       |  |
|                                                      |                                   | Federico Guglielmo di Brandeburgo-Schwedt                   | Filippo Guglielmo di Brandeburgo-Schwedt                     |  |  |       |  |  |                                       |  |  |                                       |  |
|                                                      |                                   | Federico Guglielmo di Brandeburgo-Schwedt                   | Filippo Guglielmo di Brandeburgo-Schwedt                     |  |  |       |  |  |                                       |  |  |                                       |  |
|                                                      |                                   | Federico Guglielmo di Brandeburgo-Schwedt                   | Giovanna Carlotta di Anhalt-Dessau                           |  |  |       |  |  |                                       |  |  |                                       |  |
| Federica Dorotea di Brandeburgo-Schwedt              |                                   | Federico Guglielmo di Brandeburgo-Schwedt                   |                                                              |  |  |       |  |  |                                       |  |  |                                       |  |
|                                                      |                                   | Sofia Dorotea di Prussia                                    | Federico Guglielmo I di Prussia                              |  |  |       |  |  |                                       |  |  |                                       |  |
|                                                      |                                   | Sofia Dorotea di Prussia                                    | Federico Guglielmo I di Prussia                              |  |  |       |  |  |                                       |  |  |                                       |  |
|                                                      |                                   | Sofia Dorotea di Prussia                                    | Sofia Dorotea di Hannover                                    |  |  |       |  |  |                                       |  |  |                                       |  |
|                                                      |                                   | Sofia Dorotea di Prussia                                    |                                                              |  |  |       |  |  |                                       |  |  |                                       |  |